# 佛祖岭站
佛祖岭站位于中华人民共和国湖北省武汉市江夏区，是武汉地铁2号线的地铁车站，建设时期曾名为“光谷一路站”。

## 车站结构
本站是武汉地铁2号线位于长江以南的起始站，车站东端轨道直通佛祖岭停车场。车站位于高新六路与光谷一路交汇口处西南象限，沿高新六路方向布置。本站为地下一层+地上三层侧式站台车站，值得一提的是，本站是地铁2号线唯一的侧式站台车站，车站总长213.2m，标准段宽40.7m，预留远期线路换乘通道。车站设置2个出入口，2组风亭。本站还将设置总面积近5万平方米的停车场和公交枢纽站。

### 楼层分布
| 地面     | 站厅               | 售票机、客服中心、武漢通充值、洗手間、出入口 |                    |                    |
| 地上一层 | 侧式站台，右侧开门 | 侧式站台，右侧开门                           | 侧式站台，右侧开门 | 侧式站台，右侧开门 |
|          |                    | █ 2号线 往天河机场（藏龙东街）               |                    |                    |
|          |                    | █ 2号线 终点站 下客站台                      |                    |                    |
|          | 侧式站台，右侧开门 |                                              |                    |                    |

### 车站出口
|                                                 |      |      |
| 出口編號                                        | 設施 | 照片 |
| A                                               |      |      |
| B                                               |      |      |
| 注： 設有升降機 \| 設有輪椅升降台 \| 設有洗手間 |      |      |

## 鄰近地點
武汉大学人民医院东院、佛祖岭B区、佛祖岭A区等。

### 内部链接
- 武汉地铁车站列表